# Thelma (film 2017)
Thelma è un film del 2017 diretto da Joachim Trier, thriller paranormale con protagonista Eili Harboe.
Il film è stato selezionato per rappresentare la Norvegia ai premi Oscar 2018 nella categoria Oscar al miglior film in lingua straniera, non entrando però nella shortlist.

## Trama
Thelma è una timida ragazza, proveniente da una famiglia molto religiosa, che lascia la campagna per trasferirsi a Oslo e intraprendere gli studi universitari. Nell'infanzia di Thelma c'è stato un evento inquietante: un giorno suo padre l'aveva portata con sé per una battuta di caccia con lo scopo di ucciderla; tuttavia alla fine non ne aveva avuto il coraggio e lei non si era accorta di niente. Ora cerca di costruirsi, a fatica, una sua vita in un contesto completamente nuovo. I suoi genitori la vanno anche a trovare, scoprendo una Thelma decisamente più presuntuosa di quella a cui erano abituati, ma che comunque cerca di tenere a freno questo lato del suo carattere. Un giorno, mentre si trova in biblioteca, viene colta da un attacco epilettico e viene soccorsa dalla studentessa Anja. Le due ragazze si incontrano dopo pochi giorni in piscina e fra loro si instaura una forte amicizia: Thelma si presenta con una scusa in un locale in cui Anja è uscita con amici, e riesce in questo modo a integrarsi nel gruppo, sebbene venga giudicata per via dei precetti con cui è cresciuta.
Quella stessa sera Anja soccorre Thelma durante una seconda crisi epilettica: le due passano la notte insieme dopo di che Anja invita Thelma a uno spettacolo di danza organizzato da sua madre. Durante l'esibizione, Thelma inizia a sentirsi strana e teme una nuova crisi: subito dopo, fra lei e Anja si sviluppa una sincera attrazione, che però Thelma tenta di respingere a causa della sua educazione religiosa. Pur di non confessare questo a suo padre, finge di essere preoccupata per aver bevuto delle birre: il genitore le consiglia di lasciarsi andare senza esagerare in quanto sta diventando un'adulta, dunque la sera dopo partecipa a una festa con Anja e i suoi amici. Durante la serata, non solo Thelma beve ma accetta anche di fumare: i ragazzi le fanno credere stia fumando erba, ma in realtà si tratta di semplice tabacco; ciononostante la ragazza prova delle strane allucinazioni. Spaventata da questa esperienza, Thelma inizia a fare alcuni test e scopre che da piccola le era stato diagnosticato un disturbo del sonno che il suo stesso padre (che è medico) aveva curato con farmaci usati molto raramente su bambini.
Un ricordo infantile di Thelma riaffiora: quando aveva 6 anni, i suoi genitori avevano appena avuto un altro bambino di cui lei era gelosa. Un giorno, il bimbo piangeva e sembra che Thelma sia riuscita a farlo scomparire e riapparire in un altro punto della casa, mettendo a rischio la sua vita. Sembra sempre più ovvio che Thelma possegga dei poteri extrasensoriali a cui sono legate anche le sue crisi: quando Thelma è agitata riesce infatti a ottenere particolari effetti sugli animali, sui macchinari elettronici, sull'elettricità e può perfino scatenare eventi in luoghi lontani da quello in cui si trova in quel momento. Proprio mentre Thelma subisce una seduta d'ipnosi in cui è costretta a soffermarsi su Anja, infatti, la ragazza scompare nel nulla dalla propria abitazione e quando Thelma prova a contattarla non ci riesce. I test eseguiti dai medici scartano l'epilessia fra le ipotesi relativi al disturbo di Thelma: sembrerebbe che le convulsioni derivino da un forte stress o trauma.
Thelma scopre dal medico che sua nonna aveva avuto disturbi psichici e che potrebbe averne ereditato una predisposizione. Alcune ricerche effettuate dalla ragazza le mostrano che, un tempo, manifestazioni come la sua venivano considerate di natura sovrannaturale: decide allora di recarsi presso la clinica in cui sua nonna è tuttora ricoverata. Thelma scopre che sua nonna è ormai in uno stato di incoscienza e che era impazzita dopo essersi convinta di aver fatto scomparire nel nulla suo marito e di aver provocato il proprio cancro. Dopo aver ricevuto un messaggio dalla madre di Anja, che non riesce a trovare sua figlia, Thelma ha una crisi in piscina e si ritrova come intrappolata al di sotto di un pavimento. Dopo quest'ennesima crisi, la ragazza decide di tornare a casa e rivelare ai suoi genitori cos'è accaduto: loro tuttavia le servono un tè drogato per poterle raccontare qual è il suo vero problema. La vicenda ritorna a quando Thelma era bambina: un giorno, mentre dormiva, la ragazzina aveva teletrasportato il suo fratellino all'interno di un lago ghiacciato, condannandolo a una morte immediata. In seguito, la madre tenta il suicidio gettandosi da un ponte: non muore, ma resta sulla sedia a rotelle.
Il padre di Thelma le spiega che il suo potere è quello di far accadere ciò che desidera intensamente e ricomincia a somministrarle farmaci e a spronarla a pregare affinché i suoi poteri siano tenuti sotto controllo. Thelma confessa a suo padre cosa è davvero accaduto con Anja: l'uomo insinua che sia stata la stessa Thelma a generare l'attrazione di Anja nei suoi confronti. La madre di Thelma rivela di essere scettica sull'efficacia della terapia e, probabilmente, riconsidera l'uccisione della ragazza come unica soluzione. L'uomo continua a prendersi cura della figlia, fingendo col resto del mondo che non stia accadendo nulla di strano. Thelma chiede a suo padre di interrompere le cure invece di ridurla nello stato in cui versa sua nonna e lo supplica di lasciarla andare via: l'uomo rifiuta e va a fare un giro in barca, lasciandola riposare. Mentre l'uomo è sul lago il potere di Thelma gli fa prendere fuoco e non serve a nulla tuffarsi in acqua: quando riemerge le fiamme si riaccendono. Compreso cosa è accaduto, Thelma si tuffa in quelle stesse acque e sogna di essere di nuovo nella piscina universitaria, libera di vivere il suo amore con Anja. Tornata a casa, la ragazza incrocia sua madre, che intuisce cosa è successo: invece di fornirle spiegazioni la ragazza le restituisce il pieno controllo del suo corpo e la madre si alza dalla sedia a rotelle riprendendo a camminare. Thelma la lascia, va via di casa e torna all'università. Qui desiderando intensamente di rivedere Anja riesce a farla tornare. Le due si baciano e la loro vita riprende come se nulla fosse accaduto.

## Produzione
Per il film è stato speso un budget di 5,8 milioni di dollari. L'opera è stata girata a partire dal 20 settembre 2016 in un lasso di tempo di soli 44 giorni.

## Distribuzione
Il film è stato presentato in anteprima al Norwegian International Film Festival, dove ha vinto il premio come miglior film, e successivamente al Toronto International Film Festival. Nel corso del 2017 è stato presentato in numerosi festival cinematografici internazionali.
È stato distribuito nelle sale cinematografiche norvegesi il 15 settembre 2017, mentre in Italia è stato distribuito dal 21 giugno 2018.

## Accoglienza

### Critica
Sull'aggregatore Rotten Tomatoes il film riceve il 93% delle recensioni professionali positive con un voto medio di 7,3 su 10 basato su 147 critiche, mentre su Metacritic ottiene un punteggio di 74 su 100 basato su 31 critiche.

## Riconoscimenti
- 2017 - Norwegian International Film Festival
  - Norwegian Film Critics Award
- 2017 - Chicago International Film Festival
  - Candidatura per il Gold Hugo
- 2017 - Dallas-Fort Worth Film Critics Association
  - Candidatura per il Miglior film straniero
- 2017 - Festival internazionale del cinema di Mar del Plata
  - Miglior fotografia Jakob Ihre
  - Miglior attrice a Eili Harboe
  - In competizione per il Miglior film
- 2017 - San Diego Film Critics Society Awards
  - Miglior film in lingua straniera
- 2017 - Washington D.C. Area Film Critics Association
  - Candidatura per il Miglior film in lingua straniera
- 2017 - Sitges - Festival internazionale del cinema fantastico della Catalogna
  - Premio speciale delle giura
  - Premio per la miglior sceneggiatura
- 2018 - Critics' Choice Awards
  - Candidatura per il Miglior film straniero